# D-A-D Tour 2007
D-A-D Tour 2007 var en koncerturné af danske D-A-D fremført i 2007. De spillede på en masse festivaler i løbet af sommeren og 2 opvarmningsjobs for Motörhead i Sverige i december.
På sommerturnéen fremførte de det nye nummer "Money Always Takes The Place of Life" fra Monster Philosophy fra 2008

## Sætliste Tall Ship Races I Aarhus
1. Isn't That Wild
2. Jihad
3. Camping In Scandinavia
4. Soft Dogs
5. Tyrants
6. Nineteenhundredandyesterday
7. Reconstrucdead
8. Grow Or Pay
9. Jonnie
10. Money Always Takes The Place Of Life
11. Everything Glows
12. Bad Craziness
13. Evil Twin
14. Scare Yourself
15. Sleeping My Day Away
16. It's After Dark

## Tour datoer
| Dato         | By             | Sted                     | Land     | Noter                    |
| ------------ | -------------- | ------------------------ | -------- | ------------------------ |
| 3. Maj       | Nysted         | Døllefjelde-Musse Marked | Danmark  |                          |
| 5. Maj       | Svendborg      | Høje Bøge Open Air       | Danmark  |                          |
| 11. Maj      | Roskilde       | Roskilde Outdoor         | Danmark  |                          |
| 12. Maj      | Kolding        | Skala FM Rock            | Danmark  |                          |
| 18. Maj      | Viborg         | Viborg Rocker            | Danmark  |                          |
| 19. Maj      | Odense         | Radio 3 Open Air         | Danmark  |                          |
| 25. Maj      | Frederikshavn  | Rockparty                | Danmark  |                          |
| 26. Maj      | Herning        | Herning Rocker           | Danmark  |                          |
| 27. Maj      | Jelling        | Jelling Musikfestival    | Danmark  |                          |
| 1. juni      | Sønderborg     | Sønderborg Open Air      | Danmark  |                          |
| 2. Juni      | Skive          | Skive Beach Party        | Danmark  |                          |
| 6. Juni      | Randers        | Cepheus Park Randers     | Danmark  | Opvarmning for Aerosmith |
| 8. Juni      | Hillerød       | Hillerød Open Air        | Danmark  |                          |
| 9. Juni      | Nordborg       | Nord-Als Musikfestival   | Danmark  |                          |
| 16. Juni     | Holstebro      | Rock i Holstebro         | Danmark  |                          |
| 23. Juni     | Thisted        | Thy Rock                 | Danmark  |                          |
| 29. Juni     | Slagelse       | SLR Open Air             | Danmark  |                          |
| 30. Juni     | Horsens        | Horsens Musik Festival   | Danmark  |                          |
| 5. Juli      | Aarhus         | The Tall Ships' Races    | Danmark  |                          |
| 6. Juli      | Nibe           | Nibe Festival            | Danmark  |                          |
| 7. Juli      | Ringkøbing     | Rock i Ringkøbing        | Danmark  |                          |
| 13. Juli     | Vaasa          | Rockperry Festival       | Finland  |                          |
| 14. Juli     | Knivesdal      | Knivesdal Rock Festival  | Norge    |                          |
| 20. Juli     | Hammershus     | Trade And Aid            | Danmark  |                          |
| 21. Juli     | Løkken         | Løkken Koncert           | Danmark  |                          |
| 1. august    | Rudkøbing      | Langelandsfestival       | Danmark  |                          |
| 3. August    | Bork Havn      | Bork Havn Musikfestival  | Danmark  |                          |
| 4. August    | Grindsted      | Musik i Gryden           | Danmark  |                          |
| 11. August   | Ringsted       | Ringsted Festival        | Danmark  |                          |
| 18. August   | Charlottenlund | Rock under Solen         | Danmark  |                          |
| 30. August   | Odense         | Den Fynske Landsby       | Danmark  |                          |
| 1. september | Nuuk           | Nuuk Festival            | Grønland |                          |
| 8. December  | Göteborg       | Liseberghallen           | Sverige  | Opvarmning for Motörhead |
| 9. December  | Stockholm      | Hovet                    | Sverige  | Opvarmning for Motörhead |